# Melanochlora
Melanochlora is een monotypisch geslacht van zangvogels uit de familie Paridae (mezen). De wetenschappelijke naam van het geslacht is voor het eerst geldig gepubliceerd in 1839 door Lesson.

## Soorten
De volgende soort is bij het geslacht ingedeeld:
- Melanochlora sultanea – Sultanmees